# Попович, Иван Васильевич
Иван Васильевич Попович (1938, ныне Хустский район Закарпатской области — 21 марта 1992) — советский и украинский хозяйственный деятель и политик, генеральный директор производственного объединения «Закарпатнерудпром». Народный депутат Украины 1-го созыва.

## Биография
Родился в крестьянской семье.
Служил в Советской армии. Учился на общетехническом факультете Ужгородского государственного университета.
Окончил заочно Львовский политехнический институт, инженер-электромеханик.
Член КПСС.
Работал на инженерной работе в городе Хусте, был директором Хустского камнеобрабатывающего завода.
С 1980-х годов до 21 марта 1992 года — генеральный директор Закарпатского областного производственного объединения «Закарпатнерудпром» в городе Хусте Закарпатской области.
18 марта 1990 года избран народным депутатом Украины, 2-й тур, 45,60 % голосов, 7 претендентов. Член Комиссии Верховного совета по вопросам строительства, архитектуры и жилищно-коммунального хозяйства.
Умер после тяжелой болезни.

## Награды и звания
- орден Трудового Красного Знамени
- орден «Знак Почета»